# مقاطعة ماريون (فلوريدا)
مقاطعة ماريون، فلوريدا (بالإنجليزية: Marion County, Florida)‏ هي مقاطعة تقع في ولاية فلوريدا الأمريكية. يبلغ عدد سكانها 331298 نسمة وذلك حسب إحصائيات مكتب تعداد الولايات المتحدة سنة 2010. تبلغ مساحتها 1663 كم²، ومقر المقاطعة مدينة أوكلا.

## تاريخ المدينة
تم إنشاء مقاطعة ماريون في 1844، كجزء من مقاطعة ألاتشوا وهيلزبورو وسميت على اسم فرانسيس ماريون وهو بطل حرب الثورة الأمريكية، وتم التوقيع على قانون إنشاء مقاطعة ماريون من إقليم فلوريدا يوم 14 مارس 1844. وكان أول المستوطنيين قدموا من ولاية كارولاينا الجنوبية.

## الجغرافيا
تبلغ مساحة مقاطعة ماريون (4307 كم2)، وفي أغلبها يابسة حيث تبلغ مساحة اليابسة (4089 كم2)بنسبة 95% من المساحة الكلية، بينما تبلغ مساحة الماء (218 كم2) بنسبة 5%، وتقع المقاطعة في شمال وسط ولاية فلوريدا.
طبيعة المقاطعة مكونة من التلال بعضها عالية وبعضها منخفظة، والأشجار الموجودة تتكون من البلوط، والنخيل، والصنوبر. ويوجد في المقاطعة ثلاثة بحيرات كبيرة على حدودها:
- بحيرة البرتقال في الجزء الشمالي من المقاطعة على الحدود مع مقاطعة ألاتشوا.
- بحيرة كير في الجزء الشمالي الشرقي.
- بحيرة وير وهي أكبر البحيرات في المقاطعة وتقع في جنوب المقاطعة قرب الحدود مع مقاطعة ليك.

تعتبر مقاطعة ماريون مقاطعة داخلية حيث لا يوجد لها منافد على المحيط الأطلسي أو خليج المكسيك؛ لذلك لا تتعرض المقاطعة للأعاصير مثل المقاطعات الساحلية، ومع ذلك تشكل الأعاصير تهديداً كبيراً للمقاطعة.

## أعلام
- إينوك بولز
- ويلو هاند
- الأم باركر

## وصلات خارجية
الموقع الإلكتروني